# Romolo Dal Mas
Romolo Dal Mas (7 marzo 1922 – 12 marzo 1980) è stato un politico italiano.

## Biografia
Assessore nelle giunte Dalle Mule e Viel, il 9 luglio 1976 è nominato sindaco di Belluno, a capo di una giunta DC, PSDI, PRI. Conserva la carica per tre anni, fino alle successive elezioni comunali.
A Dal Mas è intitolata la scuola primaria di Cavarzano.